# Reinhard Mehring
Reinhard Mehring (* 7. April 1959 in Düsseldorf) ist ein deutscher Politikwissenschaftler und Philosoph.
Reinhard Mehring besuchte das Gymnasium in Düsseldorf, legte das Abitur ab und studierte anschließend Philosophie, Germanistik und Politikwissenschaft an den Universitäten Bonn und Freiburg. Er absolvierte das Referendariat an Karlsruher Gymnasien. 1988 wurde er im Fach Politikwissenschaft bei Wilhelm Hennis in Freiburg mit einer Gesamtdarstellung des Werkes von Carl Schmitt promoviert. Es folgten zwischen 1989 und 2000 Anstellungen an den Universitäten Düsseldorf und Würzburg sowie der Humboldt-Universität zu Berlin, an der sich Mehring im Jahr 2000 im Fach Philosophie mit einer Arbeit über Thomas Mann habilitierte. Anschließend wirkte er bis 2007 als Privatdozent in Berlin und unterrichtete an Düsseldorfer Schulen. 2007 erhielt er eine Professur für Politikwissenschaft und ihre Didaktik an der Pädagogischen Hochschule Heidelberg.
Mehring trat mit einer Vielzahl vornehmlich ideengeschichtlicher Publikationen hervor und profilierte sich insbesondere als Carl-Schmitt-Forscher. Er war Mitherausgeber des Jahrbuchs Politisches Denken.
Mehring ist verheiratet und hat einen Sohn.

## Schriften (Auswahl)
Monografien
- Pathetisches Denken. Carl Schmitts Denkweg am Leitfaden Hegels. Katholische Grundstellung und antimarxistische Hegelstrategie. Duncker & Humblot, Berlin 1989, ISBN 978-3-428-06731-2.
- Thomas Mann. Künstler und Philosoph. Fink Verlag, München 2001, ISBN 978-3-7705-3589-7.
- Das „Problem der Humanität“. Thomas Manns politische Philosophie. Mentis-Verlag, Paderborn 2003, ISBN 978-3-89785-365-2.
- Carl Schmitt. Aufstieg und Fall. Eine Biographie. C. H. Beck, München 2009, ISBN 978-3-406-59224-9 (2., überarbeitete, aktualisierte und gekürzte Auflage 2022, ISBN 978-3-406-78563-4).
- Carl Schmitt zur Einführung. Junius Verlag, 4. vollst. überarb. Aufl. Hamburg 2011, ISBN 978-3-88506-685-9.
- Kriegstechniker des Begriffs. Biographische Studien zu Carl Schmitt. Mohr Siebeck, Tübingen 2014, ISBN 978-3-16-153452-2.
- Heideggers „große Politik“. Die semantische Revolution der Gesamtausgabe. Mohr Siebeck, Tübingen 2016, ISBN 978-3-16-154374-6.
- Carl Schmitt: Denker im Widerstreit. Werk – Wirkung – Aktualität. Verlag Karl Alber, Freiburg 2017, ISBN 978-3-495-48897-3.
- Die Erfindung der Freiheit. Vom Aufstieg und Fall der philosophischen Pädagogik. Königshausen & Neumann, Würzburg 2018, ISBN 978-3-8260-6428-9.
- Martin Heidegger und die „konservative Revolution“. Verlag Karl Alber, Freiburg/München 2018, ISBN 978-3-495-48979-6.
- Philosophie im Exil. Emil Utitz, Arthur Liebert und die Exilzeitschrift Philosophia. Dokumentation zum Schicksal zweier Holocaust-Opfer. Königshausen & Neumann, Würzburg 2018, ISBN 978-3-8260-6449-4.
- Vom Umgang mit Carl Schmitt. Die Forschungsdynamik der letzten Epoche im Rezensionsspiegel. Nomos Verlag, Baden-Baden 2018, ISBN 978-3-8487-5156-3.
- Die neue Bundesrepublik. Zwischen Nationalisierung und Globalisierung. Kohlhammer Verlag, Stuttgart 2019, ISBN 978-3-17-033941-5.
- Thomas Manns philosophische Dichtung. Vom Grund und Zweck seines Projekts. Verlag Karl Alber, Freiburg/München 2019, ISBN 978-3-495-49045-7.
- Carl Schmitts Gegenrevolution. CEP Europäische Verlagsanstalt, Hamburg 2021, ISBN 978-3-86393-118-6.
- „Kafkanien“. Carl Schmitt, Franz Kafka und der moderne Verfassungsstaat. Dekonstruktion und Dämonisierung des Rechts. Vittorio Klostermann, Frankfurt am Main 2022, ISBN 978-3-465-04589-2.
- Aus der Elendsgeschichte des deutschen Privatdozenten. Prosastücke zum denkwürdigen Schicksal des Friedrich Eduard Beneke. Matthes & Seitz, Berlin 2022, ISBN 978-3-7518-0544-5.
- „Dass die Luft die Erde frisst …“. Neue Studien zu Carl Schmitt. Nomos, Baden-Baden 2024, ISBN 978-3-7560-1246-6.

Herausgeberschaften
- Mit Volker Gerhardt und Jana Rindert: Berliner Geist. Eine Geschichte der Berliner Universitätsphilosophie bis 1946, Akademie-Verlag, Berlin 1999, ISBN 978-3-05-002961-0.
- Carl Schmitt: Der Begriff des Politischen, Akademie-Verlag, Berlin 2003, ISBN 978-3-05-003687-8.
- „Auf der gefahrenvollen Straße des öffentlichen Rechts....“ Briefwechsel Carl Schmitt – Rudolf Smend 1921–1961, Duncker & Humblot, Berlin 2010, 2. überarb. Aufl. Berlin 2012, ISBN 978-3-428-13753-4.
- Mit Martin Otto: Voraussetzungen und Garantien des Staates. Ernst-Wolfgang Böckenfördes Staatsverständnis. Nomos, Baden-Baden 2014, ISBN 978-3-8487-1636-4.
- Ethik nach Theresienstadt. Späte Texte des Prager Philosophen Emil Utitz (1883–1956). Königshausen & Neumann, Würzburg 2015, ISBN 978-3-8260-5655-0.
- Mit Armin von Bogdandy: Heinrich Triepel. Parteienstaat und Staatsgerichtshof. Gesammelte verfassungspolitische Schriften zur Weimarer Republik. Nomos, Baden-Baden 2021, ISBN 978-3-8487-7736-5.
- Welch gütiges Schicksal. Ernst-Wolfgang Böckenförde/Carl Schmitt. Briefwechsel 1953–1984. Nomos, Baden-Baden 2022, ISBN 978-3-8487-8427-1.